# 터스컬루사 조약
터스컬루사 조약(Treaty of Tuscaloosa)은 앤드루 잭슨과 아이작 셸비가 미국을 대표하여 1818년 치카소족으로부터 오늘날의 테네시주와 켄터키주에서 테네시강 서쪽에 있는 지역을 매입한 조약이다. 이 매입을 잭슨 매입이라고도 한다.
매입한 지역인 잭슨 매입지 중 테네시주에 귀속된 부분은 오늘날 테네시주의 대구역의 하나인 서부 테네시라고 불리며, 오늘날 잭슨 매입지라고 하면 켄터키주에 속한 부분만을 가리킨다.

## 같이 보기
- 포트 잭슨 조약(Treaty of Fort Jackson), 머스코기족(크리크족)으로부터 매입
- 잭슨과 맥민 조약(Jackson and McMinn Treaty), 체로키족으로부터 매입
- 터스컬루사